# كارل بنز
كارل فريدريش بنز (25 نوفمبر 1844 -4 أبريل 1929) مصمم محركات ألماني، ومهندس سيارات. تعتبر سيارة بنز باتنت موتورفاغن من عام 1885 أول سيارة عملية. حصل على براءة اختراع السيارة في عام 1886.

## مصنع بنز الأول والاختراعات المبكرة (1871-1882)
انضم كارل بنز إلى أوغست ريتر في عام 1871، في سن السابعة والعشرين، لإطلاق ورشة للميكانيك وسبك الحديد في مانهايم، التي سميت فيما بعد باسم مصنع الآلات لتشكيل الصفائح المعدنية.
كانت السنة الأولى للمؤسسة كارثية. تبين أن ريتر غير جدير بالثقة، وحُجِزت أدوات العمل. حُلت العقبة عندما اشترت خطيبة بنز، بيرتا رينغر، حصة ريتر في الشركة باستخدام مهرها.
تزوج كارل بنز وبيرتا رينغر في 20 يوليو 1872. كان لديهم خمسة أطفال: يوجين (1873)، وريتشارد (1874)، وكلارا (1877)، وتيلدي (1882)، وإلين (1890).
على الرغم من مصائب العمل، بدأ كارل بنز في تطوير محركات جديدة في المصنع الأولي الذي امتلكه هو وزوجته. بدأ العمل على براءات الاختراع الجديدة في عام 1878، للحصول على المزيد من العائدات. أولًا ركز كل جهوده على إنشاء محرك بنزين ثنائي الأشواط موثوق. أنهى بنز محركه ثنائي الأشواط في 31 ديسمبر 1879، ليلة رأس السنة، وحصل على براءة اختراع له في 28 يونيو 1880.
أظهر كارل بنز عبقرية حقيقية، من خلال اختراعاته المتتالية المسجلة أثناء تصميم ما يمكن أن يصبح معيار الإنتاج لمحركه ثنائي الأشواط. سرعان ما حصل بنز على براءة اختراع لنظام تنظيم السرعة، والإشعال باستخدام الشرر مع البطارية، وشمعة الاحتراق، والمازج (الكاربراتير)، والمعشق، والمقبض ناقل الحركة، والمشعاع أو راديتور الماء.

## مصنع محرك الغاز لبنز في مانهايم (1882-1883)
ظهرت المشاكل مرة أخرى عندما طلبت المصارف في مانهايم إدماج مشروع بيرتا وكارل بنز بسبب ارتفاع تكاليف الإنتاج التي احتفظت بها. اضطر الزوجان بنز إلى ارتجال رابطة مع المصور إميل بوهلر وشقيقه (تاجر جبن)، للحصول على دعم بنكي إضافي. أصبحت شركة مصنع محرك الغاز في مانهايم شركة مساهمة في عام 1882.
بعد كل اتفاقيات التأسيس اللازمة، لم يكن بنز سعيدًا لأنه لم يتبق له سوى 5% من الأسهم ومنصب متواضع كمدير. الأسوأ من ذلك أن أفكاره لم تؤخذ في الاعتبار عند تصميم منتجات جديدة، لذلك انسحب من تلك الشركة بعد عام واحد فقط في عام 1883.

## بنز وشركاؤه وسيارة بنز باتنت موتورفاغن
هواية بنز أحضرته إلى متجر لتصليح الدراجات في مانهايم يملكه ماكس روز وفريدريش فيلهلم إيسلينجر. في عام 1883 أسس الثلاثة شركة جديدة لإنتاج الآلات الصناعية: بنز وشركة راينش ومصنع فابريك للغاز، يشار إليها عادةً باسم بنز وشركائه، وسرعان ما كبرت إلى 25 موظفًا، وبدأت في إنتاج محركات غاز ساكنة أيضًا.
أعطى نجاح الشركة الفرصة لبنز لينغمس في شغفه القديم بتصميم عربة خيل. استنادًا إلى خبرته في الدراجات وولعه فيها، استخدم تقنية مشابهة عندما صنع سيارة. تتميز بعجلات سلكية (على عكس العجلات الخشبية في العربات) مع محرك رباعي الأشواط بتصميمه الخاص بين العجلات الخلفية، مع ملف تشغيل متقدم جدًا وتبريد بالتبخير بدلًا من المشعاع. تُنقل الطاقة بواسطة سلسلتي بكرات إلى المحور الخلفي. أنهى كارل بنز اختراعه في عام 1885 وأطلق عليه اسم «موتورفاغن» ونال براءة اختراع.
كانت أول سيارة مصممة بالكامل لتوليد طاقتها الخاصة، وليست مجرد مركبة آلية أو عربة الخيول، وهذا هو السبب في منح كارل بنز براءة اختراعه ويعتبر مخترعها.
حصلت موتورفاغن على براءة اختراع في 29 يناير 1886 باسم دي آر بّي -37435: «السيارات التي تعمل بالغاز». كان من الصعب التحكم في إصدار 1885، مما أدى إلى الاصطدام بجدار أثناء مظاهرة عامة. أجريت أولى الاختبارات الناجحة على الطرق العامة في أوائل صيف عام 1886. في العام التالي ابتكر بنز موتورفاغن النموذج الثاني، الذي أدخل عليه العديد من التعديلات، وفي عام 1889 طُرِح النموذج الثالث النهائي مع عجلات خشبية، والذي عُرِض في معرض باريس إكسبو في نفس العام.
بدأت بنز في بيع السيارة (أعلنت عنها باسم «بنز باتنت موتورفاغن») في أواخر صيف عام 1888، مما جعلها أول سيارة متوفرة تجاريًا في التاريخ. الزبون الثاني لموتورفاغن هو صاحب مصنع دراجات الباريسي إميل روجر، الذي بنى بالفعل محركات بنز بترخيص من كارل بنز لعدة سنوات. أضاف روجر سيارات بنز (التي صُنعت كثيرًا في فرنسا) إلى الخط الذي حمله في باريس وبيع معظمها هناك في البداية.
في أوائل عام 1888 كان إصدار موتورفاغن يحوي ترسين فقط ولم يكن بالإمكان صعود التلال دون مساعدة. صُحح هذا التقييد بعد أن قامت بيرتا بنز برحلة شهيرة إذ قادت إحدى المركبات لمسافة كبيرة واقترحت على زوجها إضافة ترس ثالث لصعود التلال. خلال هذه الرحلة اخترعت أيضًا بطانات المكابح.

## قيادة بيرتا بنز لمسافات طويلة
قامت بيرتا بنز بأول رحلة للسيارة لمسافات طويلة في العالم باستخدام النموذج الثالث. في صباح 5 أغسطس عام 1888 استقلت بيرتا -من المفترض دون علم زوجها- السيارة في رحلة على بعد 104 كيلومترات من مانهايم إلى بفورتسهايم لزيارة والدتها، مع أبنائها يوجين وريتشارد. بالإضافة إلى الاضطرار إلى تحديد موقع الصيدليات على طول الطريق للتزود بالوقود، أصلحت العديد من المشكلات الفنية والميكانيكية. وشملت واحدة من هذه الإصلاحات بطانات المكابح، فبعد بعض المنحدرات الطويلة، طلبت من صانع أحذية أن يثبت جلد على مجموعة المكابح. وصلت بيرتا بنز وأولادها أخيرًا مع حلول الظلام، وأبلغت كارل عن الإنجاز الذي حققته عن طريق التلغراف. كانت تنوي أن تثبت لبنز جدوى استخدام موتورفاغن للسفر وإنتاج دعاية بالطريقة التي يشار إليها الآن بالتسويق الحي. اليوم يُحتفل بالحدث كل عامين في ألمانيا من خلال رالي للسيارات العتيقة.
اعتمِد طريق بيرتا بنز التذكاري رسميًا كطريق للتراث الصناعي للبشرية في عام 2008، لأنه يتبع مسارات بيرتا بنز لأول رحلة لمسافات طويلة في العالم بواسطة السيارة في عام 1888. يمكن للجمهور الآن اتباع الطريق البالغ طوله 194 كم من  مانهايم عبر هايدلبرغ إلى بفورتسهايم (الغابة السوداء) والعودة. كانت رحلة العودة -التي لم تمر عبر هايدلبرغ- على طريق مختلف أقصر قليلًا، مثلما هو موضح على خرائط طريق بيرتا بنز التذكاري.
كان أول ظهور لنموذج بنز الثالث على نطاق واسع في العالم في معرض العالم في باريس عام 1889، وبُني نحو25 عربة متحركة بين عامي 1886 و1893.

## معرض صور

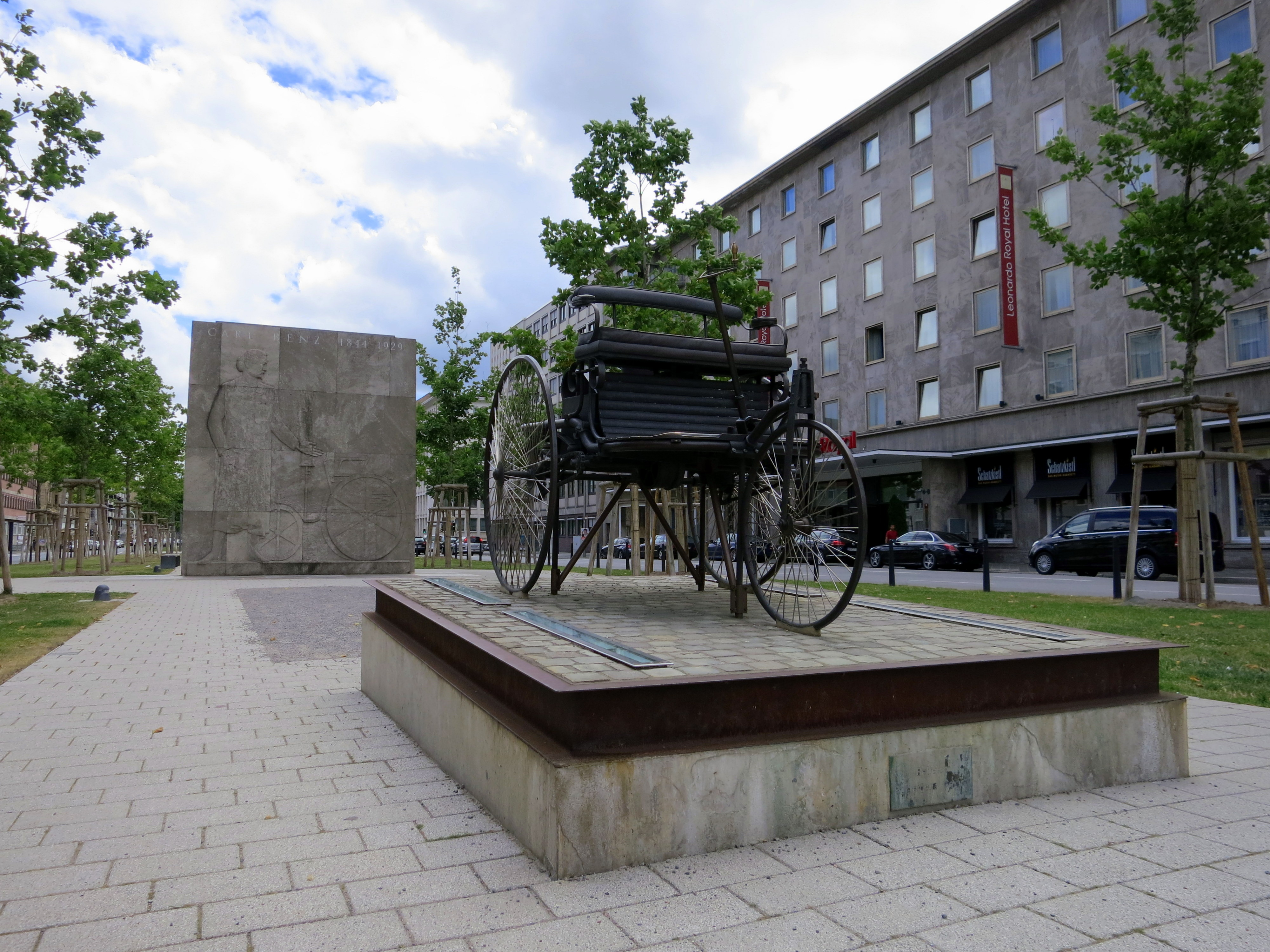
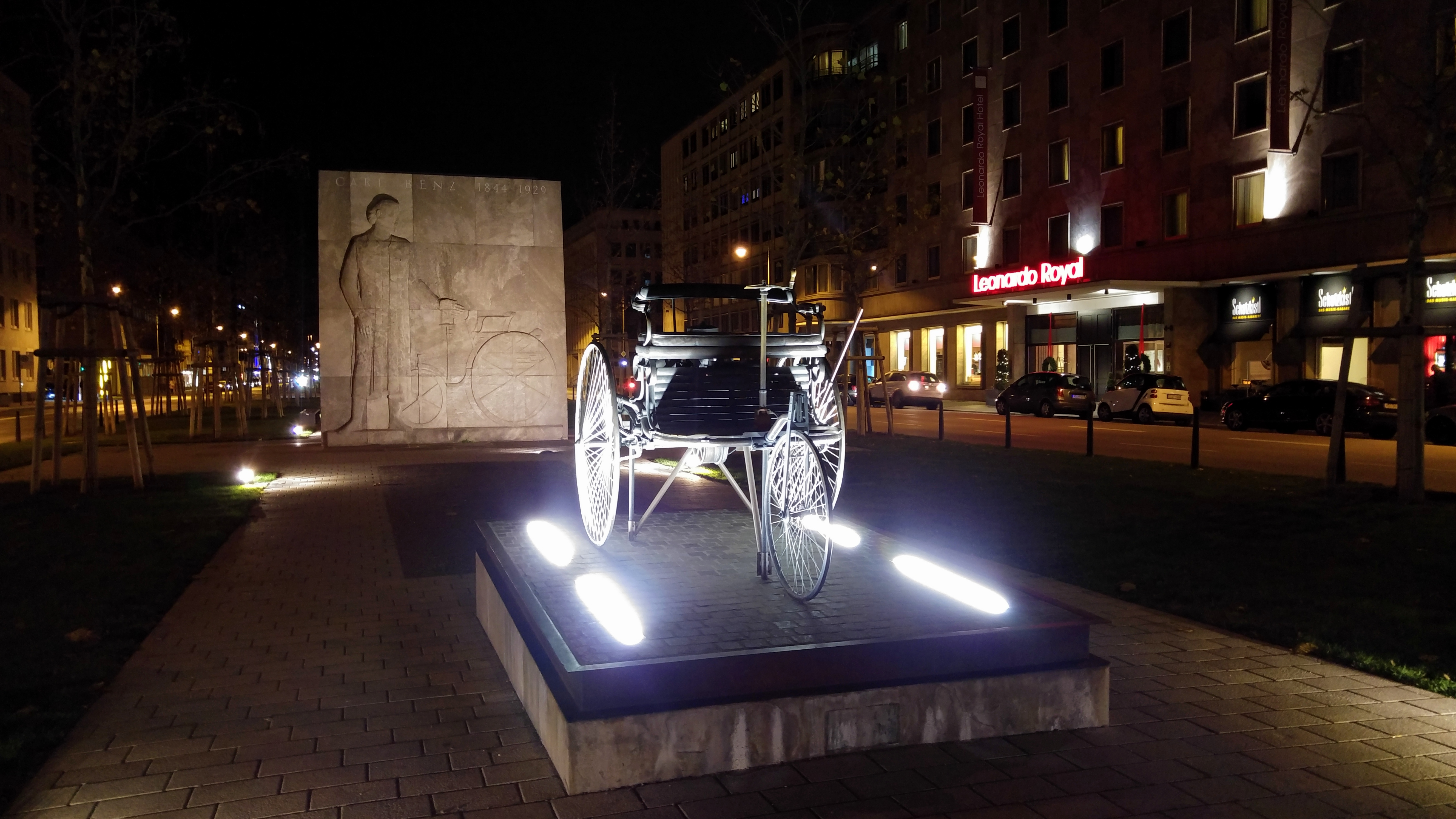
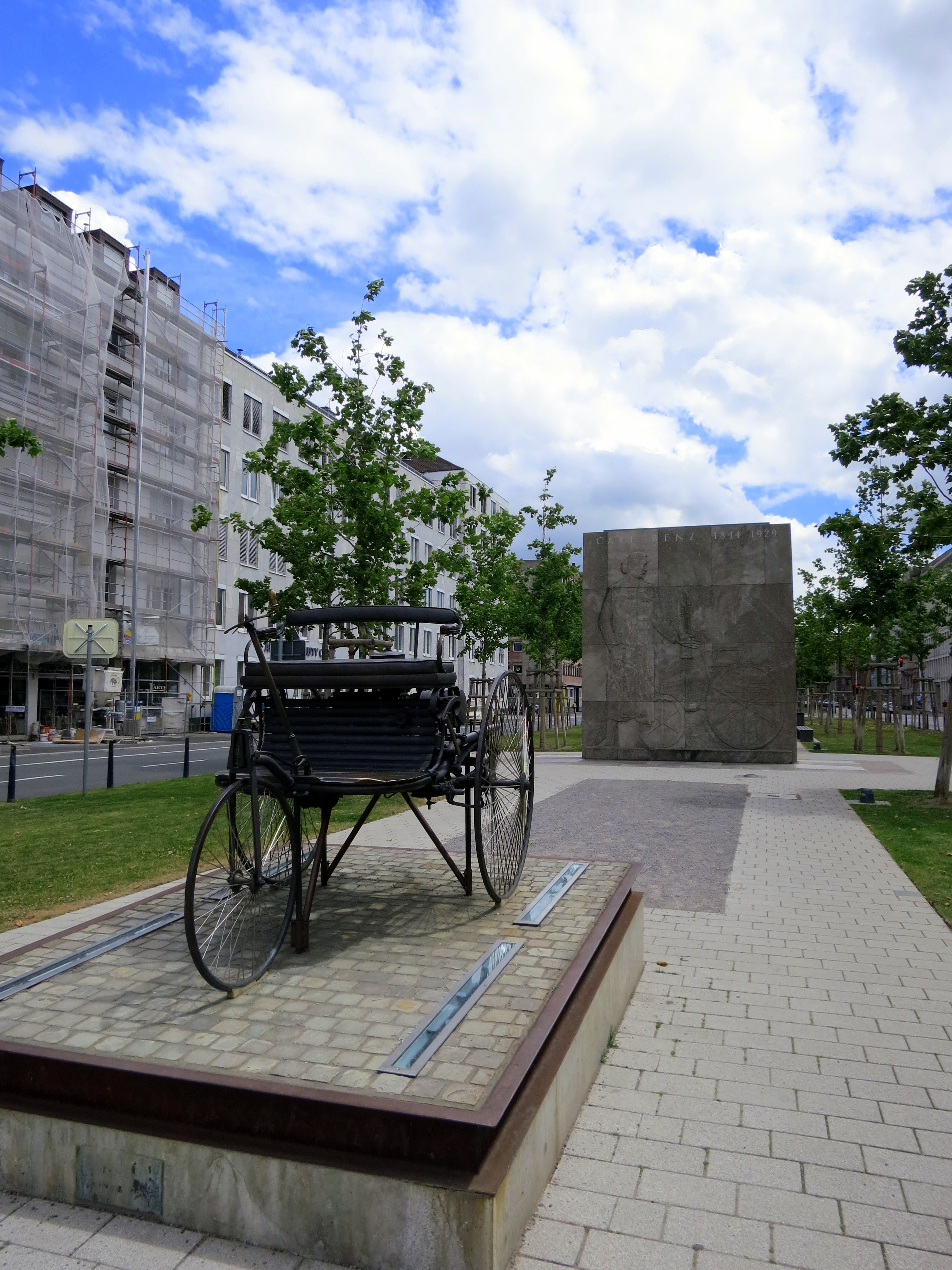
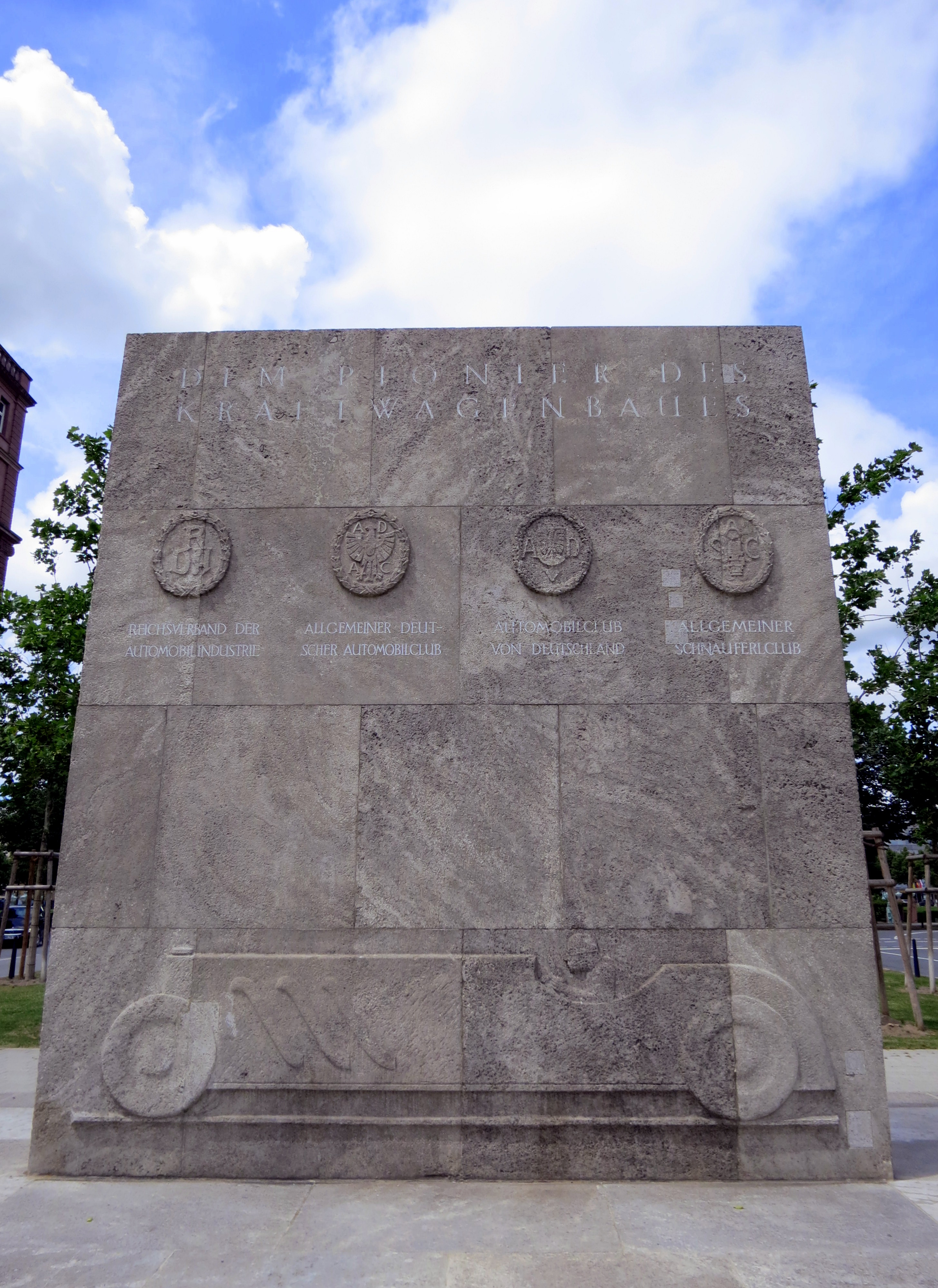
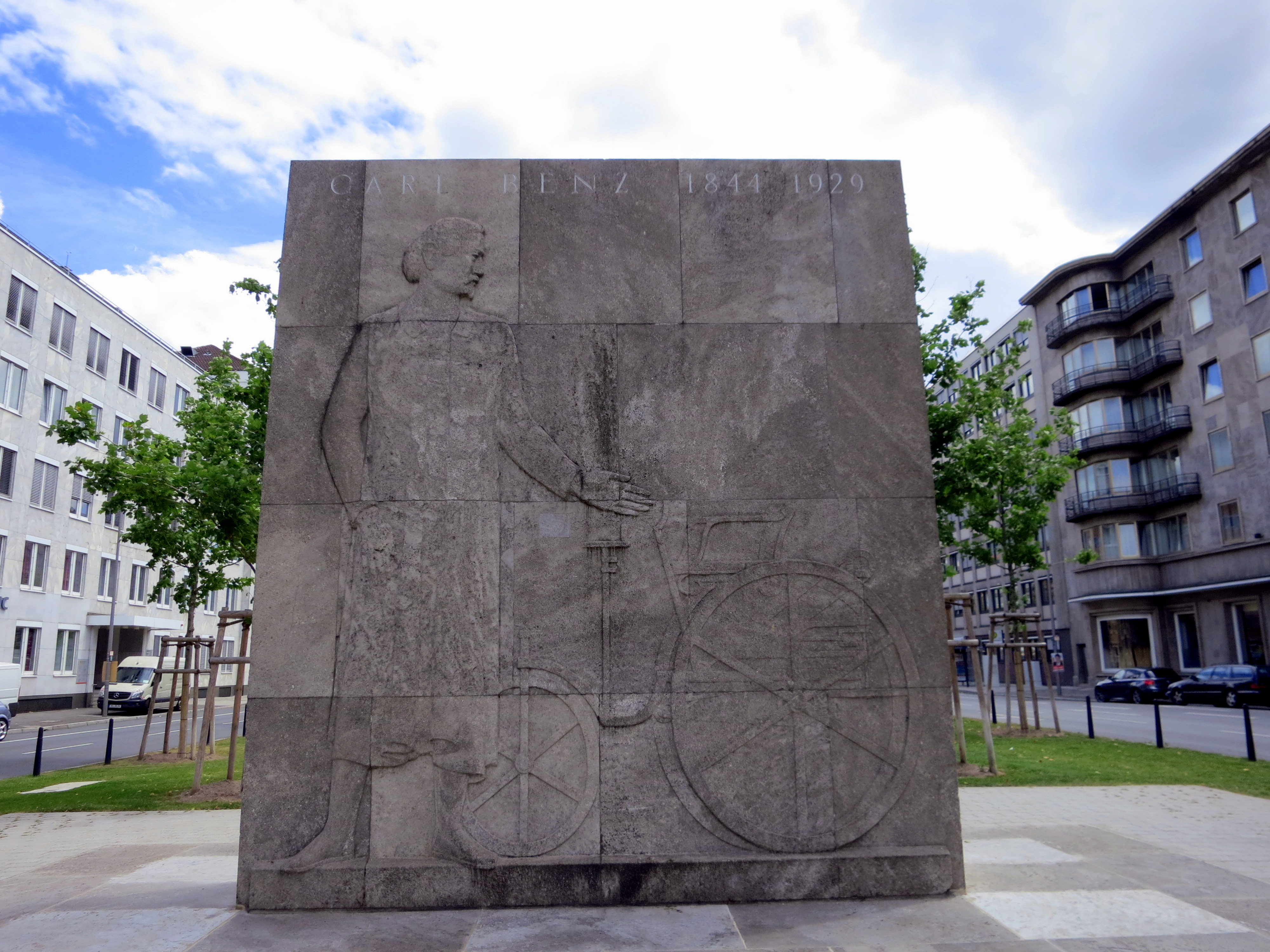
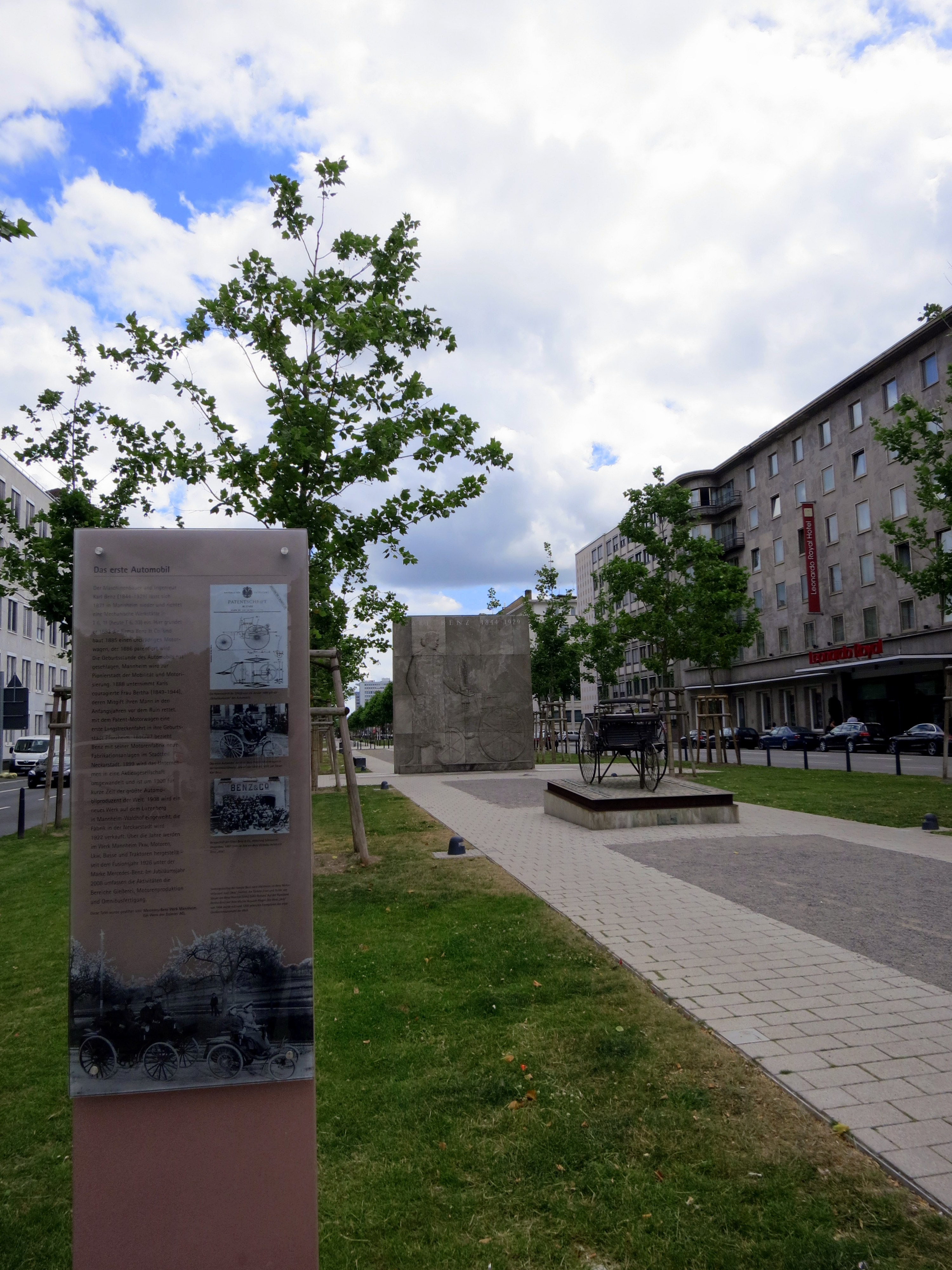

## وصلات خارجية
- كارل بنز على موقع الموسوعة البريطانية (الإنجليزية)
- كارل بنز على موقع إن إن دي بي (الإنجليزية)
- متحف سيارات كارل بنز (بالألمانية)
- برتا بنز